# علف کوشا

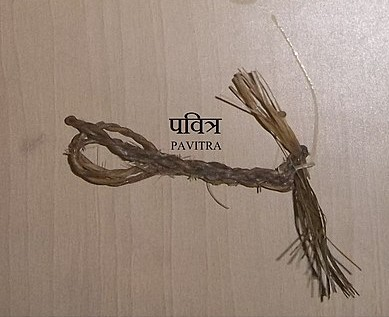
علف کوشا استفاده شده در مراسم تارپانا.

علف کوشا (انگلیسی: Kusha grass), (سانسکریت: कुश) همچنان شناخته می شود به عنوان Darbha (سانسکریت: दर्भ) و Pavitram (سانسکریت: पवित्रम्)، اصطلاحات زبان سانسکریت برای "Desmostachya bipinnata" چمن هستند. این علف در هندوئیسم اهمیت ادبی و آیینی دارد.
در اجرای آیین‌های ودایی مانند هما و تارپانا، علف کوشا به شکل حلقه است و توسط راهب هندو  بر روی انگشت حلقه دست راستش می‌بندد. روز فرخنده برای ریشه‌کن کردن علف‌های مقدس کوشا، روز amavasya از Bhadrapada ماه در هندوئیسم است که به نام Kusha Amavasya نامیده می‌شود.

## ادبیات
ریگ‌ودا پاشیدن آب سوما را روی علف کوشا در اجرای یک مراسم پیشنهاد می‌کند.
فصل 6 بهگود گیتا حاوی تجویز استفاده از علف کوشا همراه با پوست آهو و پارچه در جایگاه ایده آل میانجیگری است.
Garuda Purana بیان می‌کند که علف کوشا از موهای ویشنو زاده می‌شود و به جوهر هر سه Trimurti اقامت می‌دهد. این یکی از بسیاری از موادی است که علیرغم استفاده مکرر، نجس شدن آنها غیرممکن است.
Bhagavata Purana افسانه ای از رامایانا را نشان می دهد که در آن سیتا پسرش Lava را در خلوتگاه والمیکی پشت سر نمی گذارد، همانطور که معمولاً هنگام بیرون رفتن انجام می دهد. حکیم غیبت پسر را مشاهده می کند و نتیجه می گیرد که حیوانی او را با خود برده است. والمیکی با این باور که سیتا نمی تواند از دست دادن پسرش را تحمل کند، پسری مشابه از علف کوشا ایجاد می کند و او را روی تخت لاوا می گذارد. هنگامی که سیتا گیج شده متوجه قاتل لاوا شد، حکیم توضیح می‌دهد که او چه کرده است، و او تصمیم می‌گیرد پسر را به عنوان دوقلو لاوا بزرگ کند و نام او را کوشا بگذارد.
Varaha Purana یکی از هفت قاره زمین به نام کوشادویپا را توصیف می کند که توسط اقیانوس شیر احاطه شده و دارای هفت کوه است.